# Buda Ernő
Buda Ernő (Sopron-Brennbergbánya, 1921. június 23. – Nagykanizsa, 2005. február 8.) bányamérnök, az Országos Magyar Bányászati és Kohászati Egyesület tiszteleti tagja, Zala megye és Nagykanizsa díszpolgára, a Gazdasági és Műszaki Akadémia korábbi tanszékvezetője, Eötvös Loránd-díjas

## Élete
Elemi iskoláit szülővárosában végezte, 1931-től a soproni reálgimnázium, majd az evangélikus líceum tanulója volt. 1943-ban bányamérnöki oklevelet szerzett, az olajiparban helyezkedett el, Nagykanizsán. A második világháború végén Németországba került, a MAORT elhurcolt javainak őrzője volt Bajorországban. Ezt követően a lovászi, nagylengyeli, bázakerettyei olajmezőkön dolgozott. 1956-os tevékenységéért – ipari szabotázs vádjával – halálra ítélték. Két év után szabadult, 1959-től Lovásziban újra alkalmazták.
Speciális területe az kőolaj és földgázkutak kitöréseinek elhárítása volt. A kitörések elhárításánál (Algyő, Zsana, Nagylengyel, Pusztaszőlős) szakértelme nélkülözhetetlen volt. Tanszékvezetője volt a Gazdasági és Műszaki Akadémiának. Tudását nemzetközileg is elismerték, meghívott előadója volt a freibergi bányászati akadémiának. Nyugdíjazása után még évtizedekig tevékeny életet élt. Megírta a hazai olajkitörések történetét, szakszövegeket fordított, szakértőként is alkalmazták. Kiváló előadó volt, gyakran tartott ismeretterjesztő előadásokat. Több mint hatvan évet dolgozott az olajiparban. Tevékenységét a Magyar Köztársasági Érdemrend középkeresztjével, Eötvös Loránd-díjjal ismerték el, Zala megye, Nagykanizsa és Pusztaederics is díszpolgárává választotta.
Édesapja a brennbergbányai bányaüzem adminisztratív igazgatója volt, aki – eredetileg humán érdeklődésű – fiának, nyaranta lehetővé tette a külföldi barangolásokat a nagy európai nyelvek elsajátítása érdekében. A fiatalember a grenoblei akadémiára vágyott, de az Európában zajló történelmi események meghiúsították elképzelését, így a József Nádor Műszaki és Gazdaságtudományi Egyetem Bánya-, Kohó- és Erdőmérnöki Karára iratkozott be, ahol 1943-ban bányamérnöki oklevelet szerzett.
A nyári egyetemi gyakorlatok során került 1942-ben Inkére, s itt találta meg a számára óriási lehetőség: a MOL egyik elődjének, a MAORT-nak az ösztöndíj-pályázata. Öt fiatal mérnökjelölttel együtt sikerrel pályázott, s 1943. november 5-étől kőolajfúrási mérnökként dolgozott a Dunántúlon, a „MAORT Üzemek a Magyar Királyi Kincstár Használatában” nevet viselő cégnél.
1944-ben a MAORT Nagykanizsai Fúrási Üzemének műszaki igazgatója vette maga mellé műszaki titkárnak. Német nyelvtudását az olajipari berendezések és műszerek 1945. évi kitelepítésére és őrzésére kapott zárgondnoki megbízása során kamatoztatta. Áldozatos és lelkiismeretes munkájának köszönhetően ezen eszközök hazaszállítása után ismét megindulhatott a hazai szénhidrogén-kutatás.

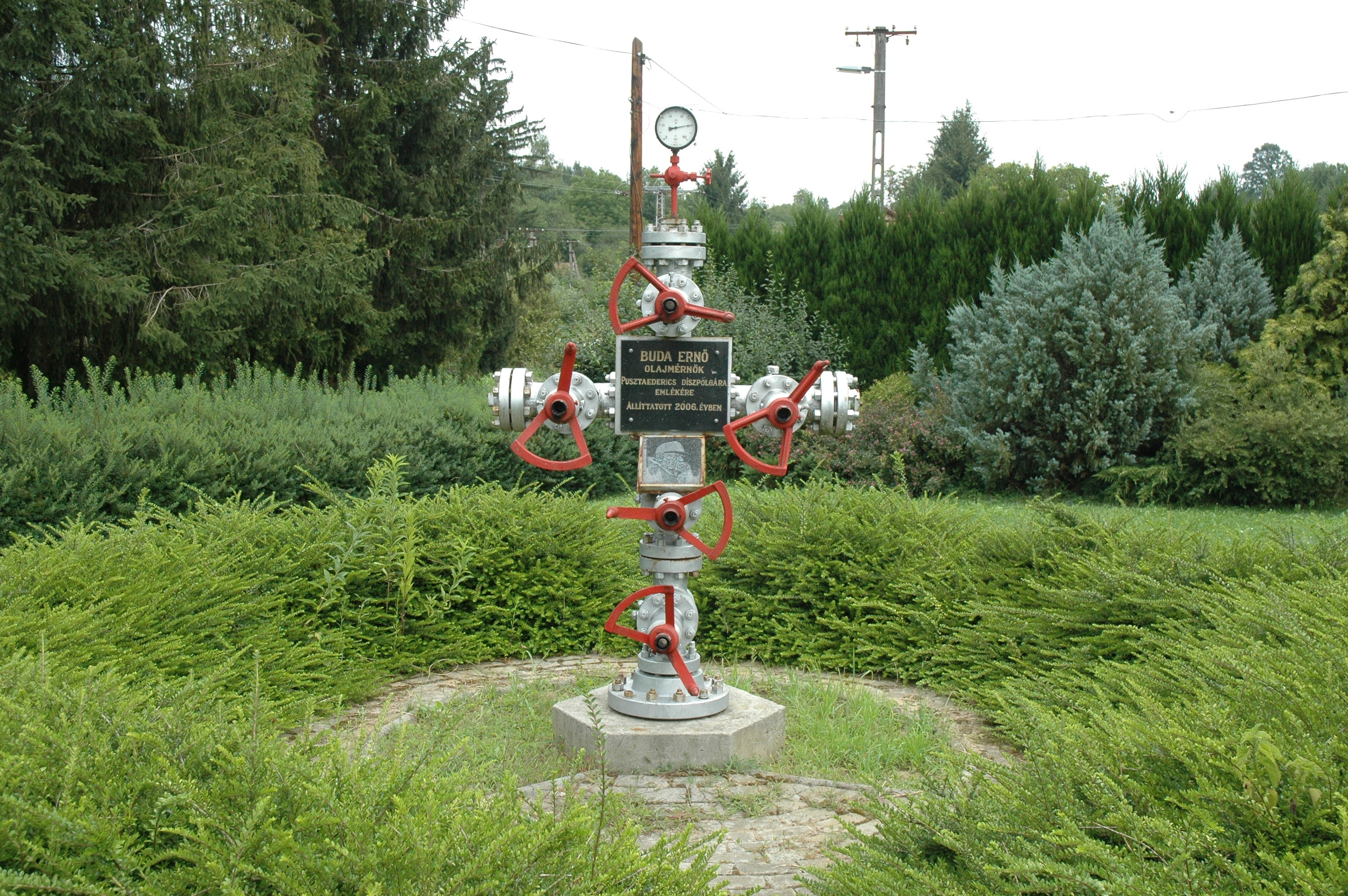
Buda Ernő emlékműve Pusztaedericsen

Ő irányította Lovásziban a rétegvizsgálatokat végző berendezések munkáját és a Nagylengyelben megindult fúrási tevékenységet. A MASZOLAJ Rt. megalakulásakor, a nagyalföldi kutatás fejlesztésére kapott megbízást, de karrierje kettétört, amikor az 1956-os forradalom után koholt vádak alapján letartóztatták és bebörtönözték.
Hihetetlen életereje volt, még a börtönben is dolgozott: a szolnoki fúrási vállalat telephelyének tervei, kútkitörések elfojtásának modellezése kötődik börtönéveihez.
1959. március elején visszakerült Lovásziba, ahol a rétegrepesztők műszaki irányítója lett, majd 1964 és 1967 között a nagykanizsai fúrási üzem operatív vezetője és a dunántúli kitörésvédelmi mentőcsapat vezetője lett.
E területen nemcsak országosan, hanem nemzetközileg is elismert eredményeket ért el.
1984-ben kérte nyugdíjazását, de a kitörésvédelmi munkákban továbbra is aktívan és önzetlenül részt vett, legutóbb a pusztaszőlősi kitörés idején tapasztalhattuk meg emberközelből hallatlan szakmai felkészültségét, és mérhetetlen emberi és mérnöki energiáit.
Jelentős volt oktatói tevékenysége, szervezte és tartotta az olajipari szakmunkás- és technikusképző, valamint a mérnöktovábbképző tanfolyamokat. Tanszékvezetője volt a Gazdasági és Műszaki Akadémiának, meghívott előadója volt számos külföldi intézményeknek például Cellében, Freibergben.
A bányászhagyományok lelkes és fáradhatatlan ápolója volt, szakmai és hagyományőrző témákban számos publikációja jelent meg, tanulmányutakat szervezett, szinte elképzelhetetlen volt számunkra, hogy szakmai napokon, szakestélyeken ne találkozzunk újra és újra vele. Fáradhatatlanul kutatta a magyarországi olajbányászat történetét, s gyűjtötte, és rendszeresen megosztotta velünk a történeti emlékeket.

## Művei
- Rövid ismertetés a kiskunhalasi olajmezőről és termékeiről (Bíró Zoltán, Buda Ernő, Molnár János, Pintér István, Szabó Károly), 1978
- Ötvenéves a magyar kőolaj- és földgázbányászat KFV, 1937–1987 (Ferencz Győző, Kovács József, Buda Ernő), 1987
- Elődeink (Rajnai Miklós, Buda Ernő, Horváth Róbert), 1993
- A magyar szénhidrogénipar arcképcsarnoka I. (Buda Ernő, Csath Béla, Horváth Róbert), 1995
- Károlyi Árpád, az olajbányász és növénytani kutató, 1907–1972 (Buda Ernő, Benedek Miklós), 1996
- A nagykanizsai olajipari lakótelep építéstörténete (Berkes József, Buda Ernő, Lengyák András), 1998
- A magyarországi kőolaj-, földgáz-, szén-dioxid-, gőz- és forróvíz-kitörések elhárításának története 1909–2000 között (Buda Ernő, Götz Tibor, Ősz Árpád), 2004

## Kitüntetések és díjak
- Zala megye díszpolgára
- Nagykanizsa díszpolgára
- Pusztaederics díszpolgára
- Nagykanizsa Pro Urbe-díj
- A Magyar Köztársasági Érdemrend középkeresztje (1994)
- Eötvös Loránd-díj